# 拡散型トランジスタ
拡散型トランジスタ（かくさんがたトランジスタ）とはトランジスタの一形式。

## 概要
1947年12月にベル研究所で点接触型トランジスタが開発されたものの、品質(特に高周波特性)が安定せず、歩留まりも低いため、量産には適さなかった。その後、それらの欠点を改良した合金接合型、成長接合型のような接合型トランジスタが開発されたが、それらは高周波特性を高めるためにベース層を薄くする事が困難で品質も不安定だった。
1954年にベル研究所のカルビン・フラーが太陽光パネルの開発の途上でダリル・チャピンと物理学者のジェラルド・ピアソンと共に、N型シリコンのウェハー上にホウ素の層を拡散させPN接合を形成することに成功した。
1955年、フラーらは同研究所でゲルマニウムやシリコンの基板上にドーパントを添加して3層のNPN型サンドイッチにしたメサ型トランジスタの開発に成功した。
1957年にベル研究所のカール・フロッシュとリンカーン・デリックによって選択拡散法（ガス拡散法）が開発された事によりベース層を薄くする事が可能になり、1959年5月にフェアチャイルド・セミコンダクターのジャン・ヘルニがSi接合型トランジスタの製法としてプレーナー型トランジスタを開発した。また、合金型トランジスタのように両面に拡散する必要がなく、メサ型トランジスタのように台形に削る工程がないので生産性も優れていた。

## 気相拡散法
半導体基板をドーパントを含んだガスの雰囲気中で加熱して単結晶内にドーパントを拡散する。

## 溶融拡散法
P型半導体基板結晶上にN型およびP型の両ドーパントを含む半導体の粉末を乗せて一気に表面を加熱して表面だけを溶融して一気に冷却する事により、P型及びN型のドーパントの拡散速度の違いを利用して短時間でトランジスタの構造を形成する。

## イオン打ち込み法
ドーパントのイオンを加速して打ち込む。急峻なPN接合を作成できる。

## 特徴
- 特性のバラツキが小さく、品質管理が容易
- 高周波に適する
- 振動に対して強い

## 用途
金属ケースに入れた単体の素子としてラジオやコンピュータなどに使用され、さらに複数の素子を基板上に形成し配線で接続する集積回路へと発展する。